# Like Grass
Like Grass från 1973 är ett musikalbum med Lars Gullin. Gullin har här lämnat barytonsaxofonen och spelar piano på samtliga spår. Albumet spelades in i augusti 1973 i EMI Studios, Stockholm.
Titelspåret Like Grass skrevs för en TV-produktion 1972 och baserar sig på Psaltarens psalm 103 ”Människans dagar är som gräset: hon spirar som blomman på marken”.

## Låtlista
Alla musik är skriven av Lars Gullin om inget annat anges.
1. The Carousel – 9:25
2. Silhouette – 2:01
3. Castle Waltz – 2:56
4. Solvarm vals (Mailis Gullin) – 1:56
5. Gamlä valu (trad) – 1:19
6. The Hambo Combo – 3:06
7. Like Grass (are the Days of Man) [Like Grass / Soho / Late Summer / Freedom / The Days of Man] – 11:35
8. Subway – 2:08
9. Blue Mail – 6:08

## Medverkande
- Lars Gullin – piano (spår 1–9), elpiano (spår 7)
- Lee Konitz – altsax (spår 1, 9)
- Bernt Rosengren – tenorsax (spår 1, 9), flöjt (spår 4, 8)
- Gunnar Lindqvist – flöjt (spår 2, 3)
- Red Mitchell – bas (spår 1, 3, 6, 7, 9)
- Pétur "Island" Östlund – trummor (spår 1, 3, 6, 9)